# 이창훈 (1955년)
이창훈(李昌勳, '1955년 3월 12일 (음력 2월 19일)' ~ )은 대한민국의 코미디언이자 연극배우 겸 영화배우이다. 
- 본명은 이봉남이다.

- '1975년' 아시아 대한민국 서울특별시로 돌아온뒤 아시아 대한민국 서울특별시 연극배우로 첫 데뷔 이전 자리 옭기고 바뀌고 데뷔했고 '1990년 3월' TV 무대에 진출했는데[1]  그의 대표작으로는 KBS 프로그램 《유머 1번지》의《맨 손의 청춘》과《한바탕 웃음으로-봉숭아 학당》이 있다.

## 학력
- 서라벌고등학교
- 서라벌예술대학 연극영화학과 중퇴

## 활동 개요
- '1964년' 북아메리카 미국으로 이민 하여 북아메리카 미국 로스엔젤레스 연극배우 데뷔하였다.
- '1975년' 아시아 대한민국 서울특별시로 돌아온뒤 아시아 대한민국 서울특별시 극단《'창조'》에 데뷔 이전 자리 옮기고 바뀌고 들어감으로서 연극 배우로서 활동하기 시작했다.
- 이후 10여 년간 46편의 연극에 출연하였다.

- '1990년 3월', KBS의《코미디 하이웨이》를 시작으로 방송에도 출연하였는데 그 당시 KBS는 '1982년 6월' 공채 개그맨 제도를 처음 실시했지만[2] 고등학교 3학년이었던 김미화가 이 기수에 응시했음에도 "학생은 안 된다"는 말에 학교로 돌아가자[3]    다음 해에는 아예 개최하지 않았고 김미화는 '1983년 3월' 고등학교 졸업과 함께 관광회사 경리직원으로 취직했으나 3개월 만에 그만둔 후 같은 해 6월 MBC 라디오 개그맨 콘테스트 3기로 변신했지만 얼마 못 가 그만뒀으며  '1984년 6월' KBS 공채 2기로 본격적인 데뷔를 했고 KBS는 '1987년 6월' 5기를 끝으로 공채 개그맨을 선발하지 않아 이렇다할 신인 발굴에 어려움을 겪어왔으며  '1990년 6월' 5기로 공채 개그맨 제도를 재개했고[4] 다음 해인 '1991년 5월' 부터 대학개그제(공채 7기 겸)로[5] 형식을 변경했다.

- 《유머 일번지》의 코너인 맨손의 청춘에서 달용[6] 및 《한바탕 웃음으로》의 코너인《봉숭아 학당》에서 맹구[7] 역할로 코미디언으로도 활동하며 인기를 얻었다.[8][9]

- 그러나 이창훈은 다른 연기나 연극을 하려 해도 맹구의 이미지가 워낙 강렬했던 탓에 다른 배역을 전혀 받을 수 없었고, 이 "맹구"의 이미지는 10년 넘게 이창훈을 따라다녔다.
- 이 이미지로 인해 이창훈 본인 뿐만 아니라 배우로 활동하는 그의 여동생인 이미영까지도 피해를 입었다.

- '1999년' 모친의 병환을 까닭으로 TV 활동을 접은 뒤, 2005년 연극《‘둘이 타는 외발자전거’》를 공연하면서 코미디 프로그램과의 절연을 선언했다.[10]

## 개인사
- 탤런트 이미영은 막내 동생이며, 전영록이 그의 매제이다. 티아라의 前 멤버 보람, 디유닛의 R.A.M은 그의 조카 들이다.

- 2009년에 폐암으로 수술을 받았다.[11]. 2010년 영화 그랑프리에 출연하였다.

## 수상
- '1986년' 서울연극연출가그룹 최우수연기상
- '1990년' 제4회 KBS 코미디대상 신인상
- '1992년' 제6회 KBS 코미디대상 대상
- '1994년' 제8회 KBS 코미디대상 남자연기상
- '1995년' 제31회 백상예술대상 TV 남자예능상

## 작품
- 《쥐덫 (양재성 연출, 우리극단 마당 제 21회 공연)》 가일즈 역
- 《짬뽕 홍길동》
- 《맹구와 북두신검》
- 《토끼를 태운 잠수함》
- 《이맹구의 봉숭아 학당》
- 《쿵후 보이 친미》
- 《이맹구의 천방지축 학당》
- 《제로맨 맹구박사 1,2》
- 《귀신잡은 닌자 꼴뚜기 2》
- 《맹구와 북두신검 2,3》
- 《드래곤 파이터》
- 《그랑프리》
- 《짬뽕 기동대》
- 《짬뽕 차차차》
- 《짬뽕 돌아이》
- 《엽전도사와 젓가락도사》
- 《맹구 짱구 스트리트 화이어II》
- 《18만 2천원짜리 맹구》
- 《미나》 - TV 드라마

## 같이 보기
- 이창훈
- 전영록
- 이미영
- 보람
- 심형래
- 심현섭
- 오재미